# Trusted Media Brands
Trusted Media Brands, Inc. (TMBI), anteriormente conocida como Reader’s Digest Association, Inc. (RDA), es una empresa de medios multiplataforma y editorial estadounidense, con sedes en Nueva York y White Plains. La empresa fue fundada por los esposos DeWitt Wallace y Lila Bell Wallace en 1922 con la publicación de la revista Reader's Digest.
Entre las marcas de la empresa se encuentran Reader’s Digest (y su versión en castellano Selecciones), Taste of Home, The Family Handyman, FailArmy, Birds & Blooms, Reminisce, Country y EnrichU, entre otras. En su apogeo en 1973, la Reader’s Digest tenía más de 30 millones de suscriptores; se publica en 30 países. En 2016, su portafolio de marcas alcanzaba los 53 millones de visitantes únicos en línea y 40 millones de lectores de medios impresos por mes.